# 巴爾維爾 (琉森州)

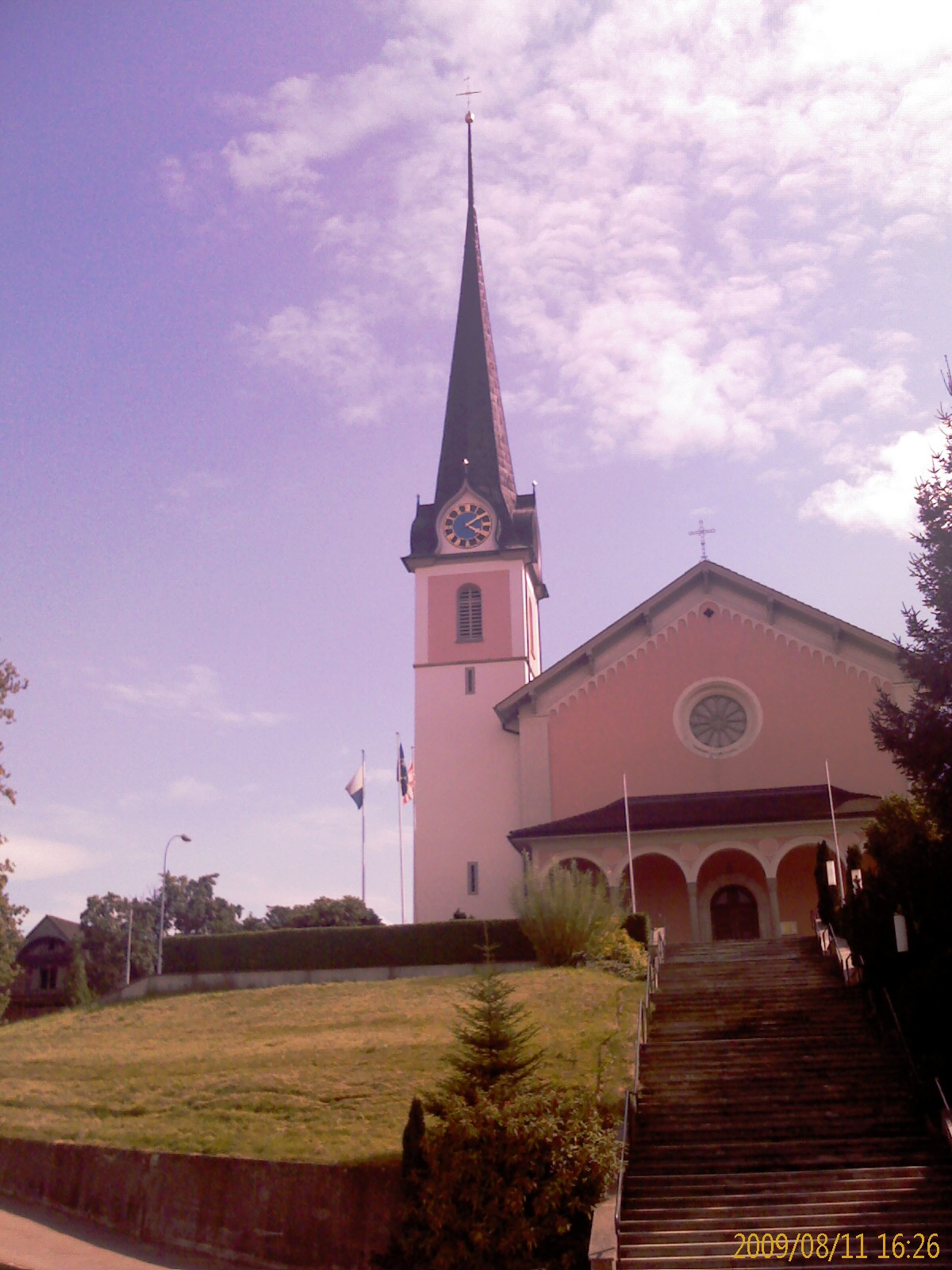

巴爾維爾是瑞士的城鎮，位於該國中部，由琉森州負責管轄，面積8.75平方公里，七成半土地是農業用地，海拔高度515米，2011年人口2,556，人口密度每平方公里292人。